# Design kit
En micro-électronique, un design kit consiste à regrouper dans un kit toutes les informations relatives à une technologie donnée afin de permettre le développement des cellules nécessaires à la conception d'un circuit intégré.

## Du transistor aux masques pour la conception
La première chose à fournir est un modèle pour les composants que l'on peut graver. Cela couvre selon le process les transistors MOS, les transistors bipolaires, les diodes, les résistances, les capacités et autres composants analogiques.
Il faut fournir aussi la liste des masques qui entrent en jeu pour la fabrication du composant. Celle-ci est fournie sous la forme d'une liste de layers avec lesquels seront dessinés les circuits. En général, un certain nombre de layers CAD sont inclus, qui n'entrent pas en jeu dans la fabrication, mais apportent un certain nombre d'informations aux outils.
Un certain nombre d'information sont présentes dans ce kit afin de permettre aux outils de vérifier que le circuit sera bien réalisable. Par exemple, les règles de dessins sont présentes, pour que les outils automatiques puissent vérifier le circuit.
Dans les technologies les plus modernes, les effets dus à l'imperfection des fils de connexions deviennent de plus importants, et le design kit fournit les modèles de base permettant d'extraire les effets parasites des interconnexions.

## Pour les outils CAD
Le but du design kit est de regrouper ces informations pour une utilisation par des outils automatiques. Par exemple, le modèle des transistors est fourni pour différents simulateurs électriques, comme par exemple les simulateurs SPICE.
Suivant les choix initiaux, un certain nombre d'outils sont choisis pour faire la conception, et le design kit fournit alors pour chacun d'eux ce dont il a besoin dans le format dont il a besoin. Cela peut aller de choses simples à des choses compliquées, par exemple :
- un symbole, pour représenter une résistance dans un schéma ;
- des paramètres, pour insérer dans les équations comportementales d'une diode ;
- une liste de noms, pour identifier de façon unique chaque layer ;
- une série de distances, pour la largeur minimale avec laquelle on sait graver un fil…